# Poggio Umbricchio
Poggio Umbricchio (Lu Puj in dialetto teramano)  è una frazione del comune di Crognaleto, in provincia di Teramo.
Il paese è abbarbicato su uno sperone di roccia a forte declivio, nel territorio dei Monti della Laga, sul versante sinistro del Vomano.
Si raggiunge per mezzo di una strada in salita che si dirama dalla Statale 80 del Gran Sasso d'Italia (la vecchia strada L'Aquila-Teramo recentemente ribattezzata Strada maestra del Parco).
Situato in un'area di media montagna a circa 700 m s.l.m., confina con le frazioni di Santa Croce e Altavilla.

## Storia
Sede di un precedente insediamento romano che si trovava lungo il corso della via Cecilia, testimoniato dai resti rinvenuti (tra i quali un cippo, conservato oggi nella chiesa di Santa Maria Lauretana, che indicava il miglio CIIII della stessa via Cecilia), l'abitato è attestato dal 1239 come Podio Ymbreccle. Fu feudo degli Acquaviva, dei Valignani, dei Cantelmo e degli Orsini, dei signori di Poggio Ramonte nel XV secolo  e dal 1506 dei Castiglione di Penne, che dal 1710 ebbero il titolo di marchesi di Poggio Umbricchio. Fu quindi comune autonomo tra il 1806 e il 1813.
Numerosi sono i nomi con i quali Poggio Umbricchio è stato citato nei documenti storici: Podio de Ymbreccle, Podium de Umbreo, Umbreco, Podii Unbriculis, Podio, Podium Rimbrochi, Podii Moreschi, Poyo Ombrecchio, Podio Umbricoli, Poyo d'Umbricchio.

Secondo alcune fonti, a partire dall'11 giugno 1356 Poggio Umbricchio sarebbe stato legato fraternamente alla repubblica di Senarica, la più piccola del mondo, che avrebbe mantenuto per oltre quattro secoli la sua indipendenza (dal 1356 al 1797). Va tuttavia sottolineato che l’effettiva esistenza della repubblica è tutt’ora oggetto di dibattito tra gli storici.

Il 2 aprile 1799, un gruppo di briganti uccide don Giovanni Cesarini parroco di Poggio Umbricchio nativo di “Villa Macchia Umana” (Macchia Vomano), e suo nipote Berardo, medico.
Nel 1804, vi risultano 251 abitanti, come indicato sul Dizionario di Luigi Ercole.
Nel 1813 il paese entra a far parte del comune di Crognaleto.
Il paese, arrivato a contare circa 700 abitanti nel Secondo dopoguerra, seguendo le sorti di molte località di montagna, ha subito dagli anni cinquanta ad oggi un progressivo spopolamento, arrivando negli ultimi anni ad essere quasi disabitato, soprattutto nei mesi invernali.

## Chiesa di Santa Maria Lauretana
La chiesa, sita all'interno del paese, è ad unica navata e con tetto a capanna. All'interno si conserva un cippo miliare romano di età imperiale (con scolpito in numero progressivo CIIII) che fa da base all'acquasantiera, a testimonianza della presenza di una strada romana, probabilmente la via Caecilia (numerose sono le prove della presenza di costruzioni romane e sulla relativa viabilità nel territorio circostante).
Il soffitto a cassettoni è datato 1664. Vi sono ben 4 altari dorati, un quinto venne distrutto da un incendio. Dietro l'altare affreschi del Cinquecento e del Seicento.